# Pasadena (ort i Kanada)
Pasadena är en ort i Kanada.   Den ligger i provinsen Newfoundland och Labrador, i den östra delen av landet, 1 400 km öster om huvudstaden Ottawa. Pasadena ligger 28 meter över havet och antalet invånare är 2 248. Den ligger vid sjön Deer Lake.
Terrängen runt Pasadena är huvudsakligen kuperad, men den allra närmaste omgivningen är platt. Pasadena ligger nere i en dal. Trakten runt Pasadena är nära nog obefolkad, med mindre än två invånare per kvadratkilometer.. Pasadena är det största samhället i trakten.
I omgivningarna runt Pasadena växer i huvudsak blandskog.